# Петер Палоташ
Петер Палоташ (мађ. Palotás Péter; Будимпешта, 27. јун 1929 — Будимпешта, 17. мај 1967) је био мађарски фудбалер и репрезентативац. Право име му је било Петар Потелецки (Poteleczky Péter).

## Биографија
Играо је за фудбалски клуб МТК на позицији нападача а такође и за Мађарску репрезентацију. Током педесетих година двадесетог века био је повремени члан Златне екипе где је играо поред чувених мађарских фудбалских звезда као што су Ференц Пушкаш, Шандор Кочиш, Золтан Цибор, Нандор Хидегкути и Јожеф Божик. Палоташ је обележио фудбалску историју као један од пионира тада још у повоју тактике повученог центарфора, коју је увео у мађарски национални тим Густав Шебеш. помоћу ове тактике је 1955. године је у лиги шампиона постигао први хет трик. То се десило на првој утакмици МТК против ФК Андерлехта, када је МТК победио са 6:3. Хидегкути је тада играо центарфора а из позадине је Палоташ ускакао и користио збуњеност одбране. Због погоршаног здравственог стања, проблеми са срцем, био је принуђен да се 1959. године повуче из фудбала.

## ФК МТК Хунгарија
Целу своју клупску каријеру од 1950. до 1959. године Палоташ је провео у једном клубу МТК. Током његовог играња за МТК, клуб је неколико пута мењао име. МТК је од 1949. године био под управом мађарске тајне полиције, па је у духу тадашњег прокомунистичког режима давао имена клубу као што су Текстилеш —Текстилац, Башћа — Кула и Вереш Лобого — Црвена застава док на крају се ипак нису вратили на МТК. Ипак без обзира на све ове промене педесете године су биле веома успешне за МТК и Палоташа. Заједно са тренером Мартином Буковијем и саиграчима Нандор Хидегкутијем, Михаљом лантошем и Јожефом Закаријашем, Палоташ је са МТК освојио три титуле мађарског шампиона, мађарски куп и Митропа куп. Такође су под именом Вереш Лобого играли на првом такмичењу лиге шампиона. Палоташ је на Непштадиону постигао хет трик против Андерлехта. Постигао је погодак и у узвратној утакмици и још два поготка против француског представника ФК Ремса. У том првом европском клупском такмичењу постигао је укупно 6 голова.

## Репрезентација
Између 1950. и 1956. године, Палоташ играо 24 утакмице и постигао 18 голова за Мађарску репрезентацију. На свом првом наступу за репрезентацију 24. септембра 1950. године против Албаније постигао је оба гола за свој тим и тиме обезбедио победу од 2:0. На летњим Олимпијским играма у Хелсинкију Палоташ је постигао четири гола и помогао да се Мађарска окити златном медаљом пошто је победила Југославију у финалу. Такође је играо за репрезентацију када су постали прваци Централноевропског купа када је репрезентација Мађарске победила Италију са 3:0 у гостима на стадиону Олимпико.
Иако су били саиграчи у МТК, Палоташ и Хидегкути су били ривали на репрезентативном плану. Али до 1953. године Хидегкути се већ наметнуо селектору као први на списку и као резултат тога Палоташ је пропустио две истријске утакмице против Енглеске, иако је на првој утакмицу у Лондону седео на клупи за резервне играче.
На светском првенству је постигао два гола приликом победе Мађарске од 9:0 против Јужне Кореје. Такође је играо у полуфиналу против Уругваја, победа од 4:2. На утакмици против Финске, 19. маја 1955. је постигао још један хет трик и непосредно после тога 9. јуна 1956. године је одиграо своју задњу утакмицу за репрезентацију и то против Португала.

## Признања
Као играч:
Мађарска
- Олимпијски шампион
  - 1952.
- Шампион Централноевропског интернационалног купа
  - 1953.
- Светски куп
  - Финалиста: 1954.

ФК МТК Хунгарија/Текстилац (Textiles) /Кула (Bástya) /Црвена Застава (Vörös Lobogó)
- Шампион Мађарске: 3
  - 1951. 
  - 1953. 
  - 1958.
- Мађарски куп: 1
  - 1952.
- Митропа куп: 1
  - 1955.